# Paschtunistan

Paschtunistan (grün)

Paschtunistan (Paschtu: پښتونستان, Pax̌tūnistān, zu deutsch Land der Paschtunen), auch Pakhtunistan oder Pathanistan, ist eine Region in Südasien, welche von ethnischen Paschtunen in den heutigen Grenzen der beiden Staaten Afghanistan und Pakistan bewohnt wird. Alternativ und historisch wird diese Region auch als Afghânestân (Land der Afghanen) bzw. Pakhtunkhwa bezeichnet. Die Grenzen der Region Paschtunistan sind nicht klar definiert, da sie keinerlei offiziellen Status besitzt. Sie grenzt im Osten an Punjab, im Westen und Norden an turk- und persischsprachige Gebiete und Belutschistan im Süden.
Im Jahr 1893 wurde eine Erklärung zwischen dem damaligen Emirat Afghanistan und Britisch-Indien bekanntgegeben, wonach die Grenzen zwischen den beiden Staaten neu definiert wurden. Demnach musste König Abdur Rahman Khan unter Druck der britischen Kolonialmacht östliche Hoheitsgebiete an Britisch-Indien abgeben. Diese neue Grenze, die als sogenannte Durand-Linie bekannt wurde, lief entlang der paschtunischsprachigen Region Afghanistans und trennte damit das Volk der Paschtunen. Sie stellt die heutige Grenze zwischen Pakistan und Afghanistan dar.
Paschtunische Nationalisten sprechen dieser Grenze jedwede Legitimität ab und streben die Gründung eines paschtunischen Nationalstaates an. Demgegenüber steht die Regierung der Staats Pakistan, der die Grenze als völkerrechtlich legitimiert ansieht. Die Bildung eines Staates Paschtunistan war in der Vergangenheit häufiger Streitpunkt zwischen Afghanistan und Pakistan und trieb die Länder häufig an den Rand eines Krieges.